# Stercorarius
Stercorarius Brisson, 1760 è un genere di uccelli marini, unico genere della famiglia Stercorariidae Gray, 1870.

## Descrizione
Sono uccelli marini che presentano convergenze interessanti con i rapaci. Posseggono infatti un becco adunco e forte e artigli ricurvi e affilati molto simili a quelli degli uccelli predatori.
Le zampe palmate, insieme a tale tipo di artigli rappresentano quindi una combinazione unica.
Come nei rapaci, anche negli stercorari le femmine sono di dimensioni maggiori dei maschi.
Il piumaggio è principalmente grigio-marrone e con corpo (solitamente la parte inferiore) bianco. Le primarie possono essere anch'esse chiare. Sono forti e agilissimi volatori.

## Biologia
Nidificano spesso in zone coloniali anche per altri uccelli marini, come ad esempio Fair Isle, dove son presenti appunto il labbo e lo stercorario maggiore.
Si nutrono di pesce, rifiuti e carogne. Sono uccelli cleptoparassiti, non esitano cioè a rubare ad altri uccelli marini, come gabbiani e sterne, le loro prede. Durante il periodo riproduttivo gli stercorari si nutrono soprattutto di uova e di pulcini di altre specie, nonché di piccoli roditori.

## Sistematica
Il genere comprende 7 specie viventi:
- Stercorarius chilensis Bonaparte, 1857 - stercorario del Cile
- Stercorarius maccormicki H.Saunders, 1893 - stercorario di McCormick o stercorario del Polo Sud
- Stercorarius antarcticus (Lesson, 1831) - stercorario antartico
- Stercorarius skua (Brünnich, 1764) - stercorario maggiore
- Stercorarius pomarinus (Temminck, 1815) - stercorario mezzano
- Stercorarius parasiticus (Linnaeus, 1758) - labbo
- Stercorarius longicaudus Vieillot, 1819 - labbo codalunga